# Rob Vornis
Robert A. Vornis (Willemstad, 8 april 1945) is in 2010 gepensioneerd als diplomaat/ambtenaar van het Nederlandse  Ministerie van Buitenlandse Zaken. Op 7 december 2011 is hij op voordracht van de regering van Curaçao krachtens artikel 13 van het Statuut voor het Koninkrijk der Nederlanden benoemd als lid van de Raad van State van het Koninkrijk. Op 1 mei 2015 nam hij afscheid als lid van de Raad van State.
Vornis studeerde rechten aan de Rijksuniversiteit Leiden, Vrije Studierichting met als hoofdvak Volkenrecht. Na zijn afstuderen in 1969 volgde hij een postacademiale cursus ontwikkelingseconomie aan de Universiteit van Oxford (Pembroke College). Na de aansluitende opleiding voor de Nederlandse diplomatieke dienst legde hij het attache's examen in 1971 af. Daarna werkte hij als ambassadesecretaris in Santiago de Chile, Kuala Lumpur en Nairobi, gevolgd door een plaatsing op het Departement in Den Haag als Hoofd van het Bureau Economische Zaken en Regionale Commissies van de Directie Internationale Organisaties (Verenigde Naties). Na Den Haag volgde een benoeming tot plaatsvervangend Chef de Poste op de Nederlandse ambassades in Oslo en Caracas. Vervolgens werkte Vornis op de Nederlandse ambassade in Washington D.C. als plaatsvervangend hoofd van de Politieke afdeling.
Na Washington D.C. werd Vornis benoemd tot Ambassadeur van het Koninkrijk der Nederlanden eerst in Mozambique (1990-1994) en later in Bangladesh (1994-1997). Daarna volgde een benoeming als Directeur Multilaterale Ontwikkelingsfinanciering en Macro-economische Aangelegenheden (DMO) op het Ministerie van Buitenlandse Zaken in Den Haag, waar hij belast werd met, onder meer, de coördinatie van de inbreng van het Ministerie bij de formulering van het beleid inzake de Wereldbank en verwante instellingen, het IMF, de regionale ontwikkelingsbanken. Na deze tweede plaatsing in Den Haag volgden benoemingen tot Ambassadeur in Mexico (1999-2003) en de Filipijnen(2003-2007).